# Live Magic
Live Magic ist das Ende 1986 erschienene, zweite Livealbum der britischen Rockgruppe Queen. Es enthält Konzertmitschnitte aus demselben Jahr, darunter überwiegend Ausschnitte von Freddie Mercurys letztem Live-Auftritt mit Queen.

## Das Album
Queens Magic Tour durch elf europäische Länder fand im Anschluss an die Veröffentlichung des Albums A Kind of Magic statt. Sie umfasste insgesamt 26 Konzerte und dauerte vom 7. Juni bis zum 9. August 1986. Es war die zweite Tournee von Queen, bei der (wie fünf Jahre vorher bei den Stadien-Shows in Lateinamerika) der Großteil der Auftritte Open-Air-Konzerte waren. Auf dem Album Live Magic sind Ausschnitte aus vier dieser Konzerte zu hören. Im Gegensatz zu Queens erstem Live-(Doppel-)Album Live Killers, das annähernd dem Umfang eines ganzen Konzerts entspricht, ist Live Magic als Einzel-LP konzipiert, die eine Auswahl der Stücke präsentiert. Die Spieldauer des Albums entspricht ungefähr der Hälfte der damaligen Konzertdauer. Einige Lieder sind stark gekürzt wiedergegeben; beispielsweise fehlt auf dem Album bei Bohemian Rhapsody der gesamte (vom Band zugespielte) Mittelteil.
Die Live-Mitschnitte der meisten auf dem Album enthaltenen Titel – 11 der 15 Titel – stammen vom letzten und mit mehr als 120.000 Zuschauern bestbesuchten Konzert der Tournee, das am 9. August 1986 im Knebworth Park in der Nähe von Stevenage, Hertfordshire, England, stattfand. Erst lange nach Veröffentlichung des Albums war sicher, dass dies der allerletzte Live-Auftritt Freddie Mercurys mit Queen gewesen war.
Die weiteren vier Lieder von Live Magic sind Aufnahmen aus den Konzerten im Budapester Népstadion beziehungsweise im Londoner Wembley-Stadion; in London traten Queen zwei Mal an aufeinander folgenden Tagen auf.
Koproduzent des Albums ist Queens langjähriger Live-Sound-Mixer Trip Khalaf. Live Magic ist das erste Queen-Album, dessen Erscheinen nicht von einer Single-Veröffentlichung begleitet wurde.
Später erschienen weitere Tonträger mit Aufnahmen der Magic Tour: Das zweite Konzert im Wembley-Stadion sowie der Auftritt in Budapest waren auch gefilmt worden. Der Mitschnitt aus Budapest wurde als VHS und Laserdisc (Live in Budapest, 1987) veröffentlicht. Der Wembley-Auftritt erschien sowohl als Doppel-Album (Live at Wembley ’86, 1992) als auch als VHS (Queen at Wembley, 1990; später auch Laserdisc) beziehungsweise DVD (Live at Wembley Stadium, 2003).
In den USA wurde das Album Live Magic erst 1996, also zehn Jahre nach seinem ursprünglichen Erscheinungstermin, veröffentlicht.

## Titelliste
Seite 1:
1. One Vision (Queen) – 5:08
2. Tie Your Mother Down (May) – 2:59
3. Seven Seas of Rhye (Mercury) – 1:21
4. A Kind of Magic (Taylor) – 5:29
5. Under Pressure (Queen, Bowie) – 3:48
6. Another One Bites the Dust (Deacon) – 5:50

Seite 2:
1. I Want to Break Free (Deacon) – 2:40
2. Is This the World We Created...? (May, Mercury) – 1:30
3. Bohemian Rhapsody (Mercury) – 4:41
4. Hammer to Fall (May) – 5:20
5. Radio Ga-Ga (Taylor) – 4:26
6. We Will Rock You (May) – 1:32
7. Friends Will Be Friends (Mercury, Deacon) – 1:09
8. We Are the Champions (Mercury) – 2:01
9. God Save the Queen (Arrangement: May) – 1:18

Die Zeitangaben beziehen sich auf die CD-Titel einschließlich Ansagen und Applaus und nicht auf die tatsächlichen, meist kürzeren Titel-Längen. Die LP- und Cassetten-Ausgaben des Albums beinhalten gekürzte Versionen der Stücke A Kind of Magic, Another One Bites the Dust und Hammer to Fall, während nur die CD deren so genannte „Full Live Versions“ enthält.
Mit Ausnahme von vier Liedern stammen die Mitschnitte des Albums aus Queens Auftritt im Knebworth Park in Stevenage am 9. August 1986. Die Aufnahmedaten der restlichen Titeln: Wembley-Stadion, London, 11. Juli 1986 (Is This the World We Created?); Wembley-Stadion, London, 12. Juli 1986 (Hammer to Fall); Népstadion, Budapest, 27. Juli 1986 (A Kind of Magic und Under Pressure).
Die Produzenten des Albums sind Queen und James „Trip“ Khalaf. Aufgenommen wurden die Live-Mitschnitte von Mack und David Richards (im Manor Mobile, im Rolling Stones Mobile sowie im Power Sound Mobile). Der Mix fand in den Townhouse Studios statt, wo das Album von Kevin Metcalfe auch gemastert wurde. Toningenieur war John Brough.

## Equipment
Zusätzlich zu den Instrumenten der Musiker sind die Hersteller angegeben:
- Klavier: Steinway
- Bass-Gitarre: Fender Precision
- Trommeln: Yamaha
- Becken: Zildjian
- E-Gitarre (Brian May): Red Special
- akustische Gitarre: Gibson
- Synthesizer: Yamaha DX7, Roland, E-mu Emulator II
- E-Gitarre (Spike Endey in Hammer to Fall): Gordon Smith

## Rezeption in den Medien
“[…] a closer look reveals that it’s a better record than the previous Live Killers. […] Live Magic captures Queen, and Freddie Mercury in particular, at the height of their powers. While the set list might rely a bit too heavily on mediocre mid-’80s material for some tastes, the band is tight and professional, and Mercury has an undeniable hold over the crowd. It’s to Queen’s credit that the energy rarely dips over the course of the record. Live Magic may be designed for hardcore fans, but for those listeners, it will provide a number of highlights, proving that the band’s remarkable performance at Live Aid was no fluke.”

## Chartplatzierungen
In den Charts erreichte Live Magic folgende Platzierungen:
- #3 – Großbritannien (Platin).[2]
- #13 – Österreich (Gold).[3]
- #15 – Deutschland (Gold).[4]
- #17 – Niederlande.[5]
- #22 – Italien.[5]
- #26 – Schweiz (Platin).[6]
- #49 – Japan.[5]
- #50 – Schweden.[7]